# Roques del Minguell
Les Roques del Minguell és una muntanya de 1.563 metres que es troba al vessant meridional de la serra del Verd, a la Vall de Lord. Pertany íntegrament al municipi de la Coma i la Pedra, a la comarca del Solsonès.

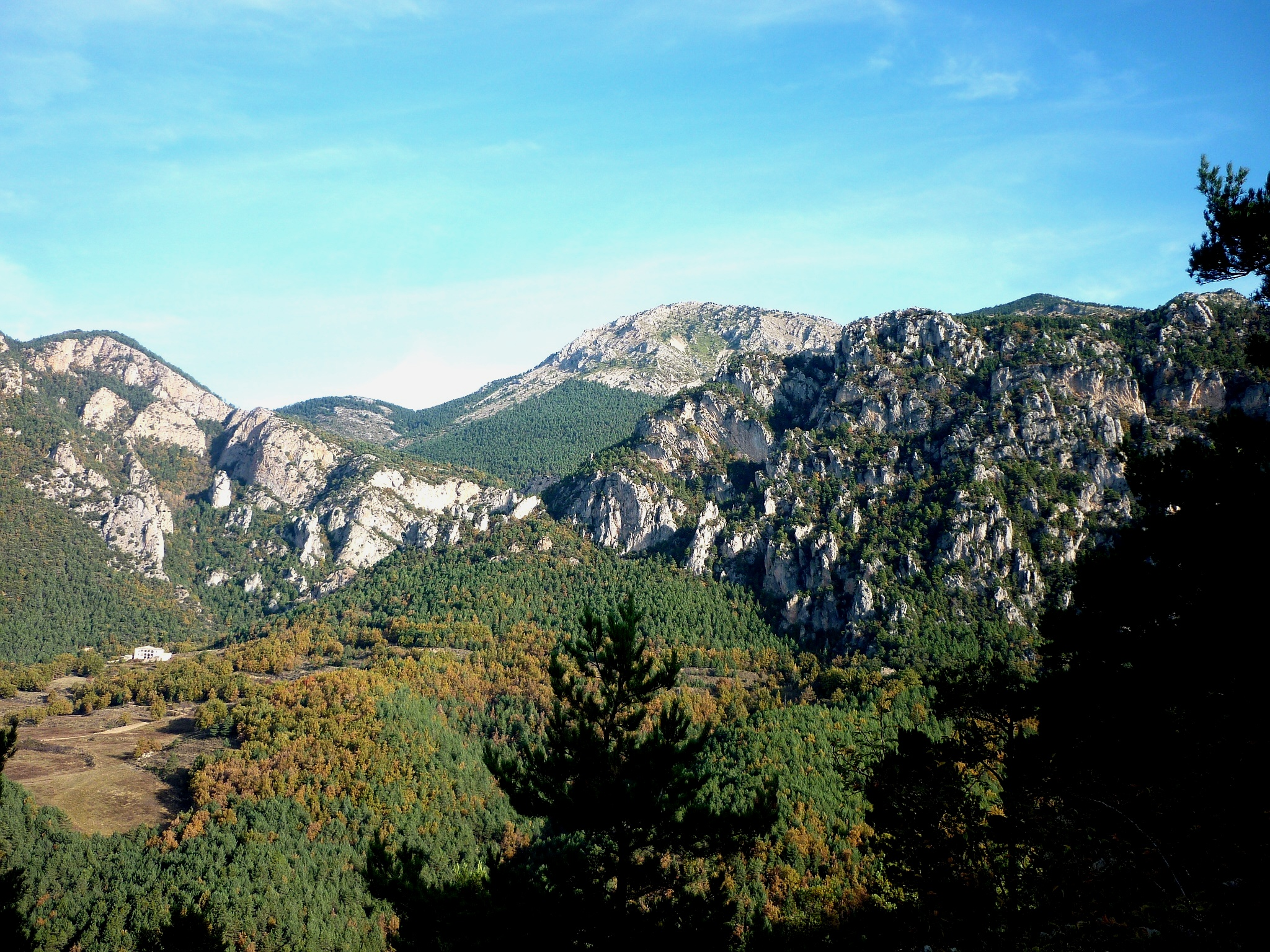
Panoràmica de la Ribereta del Pujol (imatge amb anotacions)